# Таня Остертаг
Таня Остертаг (нім. Tanja Ostertag; нар. 26 вересня 1987) — колишня німецька тенісистка.
Найвищу одиночну позицію світового рейтингу — 287 місце досягла 20 листопада 2006, парну — 876 місце — 16 травня 2005 року.
Здобула 2 одиночні титули туру ITF.

## Фінали ITF
| Легенда         |
| --------------- |
| турніри $25,000 |
| турніри $10,000 |

### Одиночний розряд: 4 (2–2)
| Результат | Ранг | Дата            | Турнір                      | Покриття | Суперниця        | Рахунок             |
| --------- | ---- | --------------- | --------------------------- | -------- | ---------------- | ------------------- |
| Поразка   | 1.   | 1 серпня 2004   | ITF Бад-Заульгау, Німеччина | Ґрунт    | Грета Арн        | 4–6, 2–6            |
| Перемога  | 1.   | 11 вересня 2005 | ITF Vessy, Швейцарія        | Ґрунт    | Стефані Ріцці    | 6–4, 7–6(17)        |
| Поразка   | 2.   | 28 жовтня 2007  | ITF Огаста, США             | Тверде   | Аліса Клейбанова | 2–6, 1–6            |
| Перемога  | 2.   | 20 червня 2010  | ITF Ленцергайде, Швейцарія  | Ґрунт    | Дарія Сальникова | 3–6, 7–6(7), 7–6(4) |